# (7388) Marcomorelli
(7388) Marcomorelli est un astéroïde de la ceinture principale.

## Description
(7388) Marcomorelli est un astéroïde de la ceinture principale. Il fut découvert le 23 mars 1982 à La Silla par Henri Debehogne. Il présente une orbite caractérisée par un demi-grand axe de 3,13 UA, une excentricité de 0,11 et une inclinaison de 11,5° par rapport à l'écliptique.

## Compléments